# Andrí Kímatx
Andrí Vassíliovitx Kímatx (Vínnitsia, 1988) és un baríton ucrainès. Va estudiar filosofia a la Universitat de Kíiv, i més endavant va formar part del programa d'òpera per a joves artistes del Teatre Bolxoi. El 2018 va debutar al Gran Teatre del Liceu en el paper de Sir Riccardo Forth a I puritani. L'any següent va guanyar el premi BBC Cardiff Singer of the World.